# Букино (озеро)
Букино — озеро на юге национального парка Смоленское Поозерье. Озеро мелководное, летом наполовину зарастает белыми лилиями. Площадь 62 га, максимальная глубина 2,6 м, средняя — 1,8 м.
Длина береговой линии — 4,5 км.

## Фауна
На озере обитают норка и бобр.

## Рыбалка
Хвостовая часть озера полностью зарастает водной растительностью, в которой обитает линь. Во время нереста плотвы щука подходит вплотную к берегу. Осенью случается обильный жор окуня.

## Ограничения
В 2018 году дорога к озеру была закрыта для транспортных средств в связи с выпуском зубров в национальном парке. Вдоль дороги планируется создание подкормочных площадок, кормовых полей и солонцов.

## История
В XIX веке к северу от озера существовала деревня Букина. Сейчас на полях можно видеть остатки фундаментов этого населённого пункта.